# 1107 w polityce

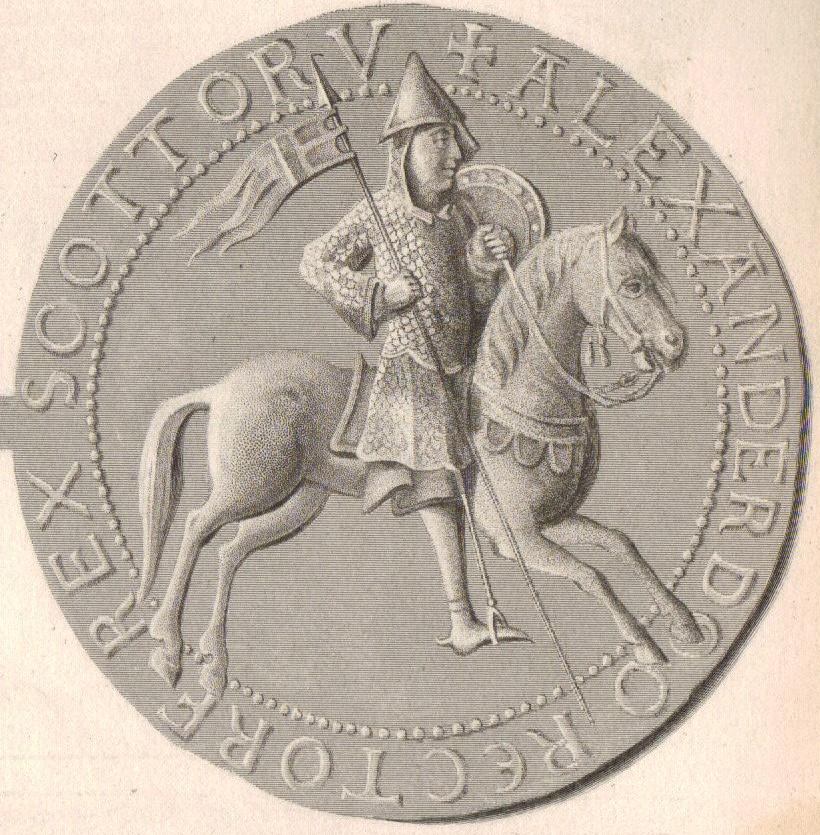
Pieczęć Aleksandra I

Wydarzenia polityczne w 1107 roku.

## Wydarzenia
- Aleksander I został królem Szkocji[1].
- Ugoda londyńska pomiędzy Henrykiem I a Anzelmem, arcybiskupem Canterbury[2].
- Bolesław III Krzywousty pokonał i wypędził Zbigniewa, który schronił się do Niemiec pod opiekę Henryka V[3].

## Urodzili się
- Adalbert II Pobożny, margrabia Austrii[4].

## Zmarli
- Daimbert z Pizy, pierwszy arcybiskup Pizy i łaciński patriarcha Jerozolimy[5].